# Anthony Carlisle
Anthony Carlisle, miembro del Royal College of Surgeons, miembro de la Royal Society (Stillington, Durham, Inglaterra 15 de febrero - 1768 - Londres, 2 de noviembre - 1840) fue un anatomista y cirujano inglés. En 1800 descubrió junto a William Nicholson la electrólisis pasando una corriente eléctrica a través del agua, descomponiéndola en sus elementos constituyentes, hidrógeno y oxígeno. Fue elegido miembro de la Royal Society en 1804.

## Trabajos y distinciones
- Cirujano en el Hospital de Westminster, desde 1793.
- Profesor de Anatomía en la Royal Academy, de Londres.
- Profesor de Cirugía y Anatomía en la Royal Society of Surgeons en 1815, y presidente de esta institución.
- Cirujano de Jorge IV, que lo nombró Caballero.
- Miembro de otras sociedades científicas: Society of Arts, Sociedad linneana.

Realizó aportaciones a la fisiología (estudio del bazo y tiroides), anatomía (estructura del oído), cirugía (instrumentos especializados para amputaciones) y ciencias naturales (músculos de los peces).

## Descubrimiento de la electrólisis
Siguiendo indicaciones de Alejandro Volta construyó una pila junto a William Nicholson. Con el fin de mejorar la conexión eléctrica, conectaron los electrodos de la pila a un recipiente con agua. Notaron de que en una de las terminales aparecía hidrógeno y en la otra, oxígeno, procedentes de la descomposición del agua. Así descubrieron la electrólisis, fenómeno que, mediante una corriente eléctrica, permite separar los diferentes elementos que componen un compuesto. Humphry Davy usó la electrólisis para descomponer diferentes sales y así descubrió el sodio y el potasio. Posteriormente, se obtuvo bario, calcio, magnesio y estroncio.

## Obra escrita
Escribió numerosos artículos en publicaciones de diversas sociedades científicas. También escribió libros de diversa temática, algunos de ellos junto a otros autores.
- An essay on the disorders of old age (1818)
- Lectures on cholera and other pestilencial diseases (1832)
- Phisiological observations upon glandular structures and their different secernant offices (1838).
- An essay on the disorders of old age: and on the means for prolonging human life.

Es posible que inspirara a Mary Shelley, creadora de Frankenstein, tras los relatos que Carlisle narraba al padre de la escritora sobre sus experimentos con cadáveres y electricidad.